# Las Salinas, Siltepec
Las Salinas är en ort i Mexiko.   Den ligger i kommunen Siltepec och delstaten Chiapas, i den sydöstra delen av landet, 800 km sydost om huvudstaden Mexico City. Las Salinas ligger 1 414 meter över havet och antalet invånare är 163.
Terrängen runt Las Salinas är bergig västerut, men österut är den kuperad. Runt Las Salinas är det ganska glesbefolkat, med 50 invånare per kvadratkilometer. Närmaste större samhälle är Capitán Luis A. Vidal, 1,1 km sydväst om Las Salinas. I omgivningarna runt Las Salinas växer i huvudsak städsegrön lövskog.